# گرگ چری
گرگ چری (انگلیسی: R. Gregg Cherry؛ ۱۷ اکتبر ۱۸۹۱ – ۲۵ ژوئن ۱۹۵۷) یک سیاست‌مدار اهل ایالات متحده آمریکا بود.